# AKB48 Team SH
AKB48 Team SH là một nhóm nhạc thần tượng nữ tại Thượng Hải, Trung Quốc và là nhóm chị em hải ngoại của nhóm nhạc thần tượng Nhật Bản AKB48. Nhóm được thành lập vào năm 2018 sau khi SNH48 tách ra khỏi AKB48 vào năm 2016.
Màu chính thức của nhóm là màu hồng trắng. Nhóm hoạt động theo mô hình "Idol you can meet" (thần tượng bạn có thể gặp mặt). Khái niệm này bao gồm các buổi concert tại các sự kiện trước công chúng và sự kiện "bắt tay" (Handshake Event), nơi người hâm mộ có thể gặp các thành viên trong nhóm, giống các nhóm nhạc chị em khác của AKB48.

## Lịch sử

### 2016-2017: Trước khi ra mắt
SNH48 ra đời năm 2012, từng là thành viên thuộc AKB48 Group, tuy nhiên nhóm tách khỏi AKB48 Group vào tháng 6/2016 do hoạt động và cách quản lý của SNH48 bị cho là vi phạm hợp đồng với tư cách là một nhóm chị em của AKB48. Trước đó vào tháng 3/2016, SNH48 lập các nhóm chị em riêng BEJ48 ở Bắc Kinh và GNZ48 ở Quảng Châu. Cả 2 đều không được AKS thừa nhận và được cho là giọt nước làm tràn ly dẫn đến việc SNH bị khai trừ khỏi đại gia đình AKB48

Logo AKB48-CHINA

Sau đó AKB48 thành lập AKB48 China, ra mắt AKB48 Team SH vào 12/10/2016. Watanabe Mayu, Izuta Rina và Kawamoto Saya thông báo thành lập chi nhánh 'AKB48 China' tại Trung Quốc trong một cuộc họp báo và gặp gỡ người hâm mộ tại Thượng Hải. Khác với SNH48 trước đó, AKB48 China sẽ đóng vai trò cầu nối giữa Nhật Bản và Trung Quốc, đưa các thành viên Nhật Bản đến Nhà hát AKB48 Trung Quốc trong tương lai.
Vào ngày 10 tháng 4 năm 2018, việc đăng ký đã được mở cho việc thành lập Team SH, trong đó 38.066 cô gái đăng ký vào tháng 5. Các đơn đăng ký đã được xem xét, và vòng thứ 2 bao gồm các cuộc phỏng vấn được tổ chức tại 6 thành phố. Vòng 3 được tiến hành tại Thượng Hải, trong đó có 62 cô gái lọt vào vòng chung kết và biểu diễn hát và vũ đạo. Vào ngày 25 tháng 7, 34 thành viên được chọn cho Thế hệ đầu tiên của Team SH. Hai trong số các thành viên, Lưu Niệm và Mao Duy Gia trước đây tham gia chương trình trực tế sống còn Sáng Tạo 101 .

### 2018: Ra mắt thế hệ đầu tiên, sản phẩm âm nhạc đầu tiênLOVE TRIP
Ngày 24 tháng 7, 2018, nhóm chính thức giới thiệu thế hệ đầu tiên gồm 20 thành viên, 1 thực tập sinh và 2 thành viên đã ra mắt trước đó là Lưu Niệm và Mao Duy Gia.
Ngày 3 tháng 12, 2018, nhóm giới thiệu sản phẩm âm nhạc đầu tiên, mini-album LOVE TRIP với sự góp mặt của tất cả 21 thành viên.

### 2019: Ra mắt chính thức vớiShonichi, 2 chuyến lưu diễn, mở rộng tầm ảnh hưởng với các sản phẩm kế tiếp, thế hệ thứ 2 ra mắt và Album đầu tay365nichi no Sustainable (365天持续的爱恋),tham dự NHK Kōhaku Uta Gassen
Nhóm ra mắt với single Shonichi vào 14/1, sau đó là đại diện của Trung Quốc dự sự kiện "AKB48 Group Asia Festival 2019 in Bangkok" tại Bangkok ngày 27/1, biểu diễn cùng các nhóm chị em AKB48, BNK48 (chủ nhà), JKT48, MNL48, AKB48 Team TP và SGO48. 10 thành viên Đổng Phương Trì, Lý Thi Khởi, Mao Duy Gia, Lưu Niệm, Thẩm Oánh, Ngụy Tân, Ngô An Kỳ, Từ Y Đình, Trạch Vũ Giai, Chu Linh tham dự sự kiện Nhóm ra mắt mini-album thứ 2 NO WAY MAN vào 25/3, cùng mini-album thứ 3 Kimi ni Tsuite vào 20/5,  sau đó nhóm phát hành single thứ 2 So long! vào 10/6, cùng single thứ 3 Shoujotachi yo vào 29/7,
Nhóm đại diện chủ nhà Trung Quốc cho sự kiện "AKB48 Group Asia Festival 2019 in Shanghai" ngày 24/8 tại Thượng Hải. 16 thành viên Đới Tử Yên, Lý Thi Ỷ, Lưu Niệm, Mao Duy Gia, Thẩm Oánh, Thi Khả Nghiên, Tống Hân Nhiên, Vạn Phương Châu, Vương Vũ Đóa, Ngụy Tân, Ngô An Kỳ, Diệp Tri Ân, Trạch Vũ Giai, Châu Niệm Kỳ, Chu Linh, Trang Hiểu Thị  tham dự sự kiện,  sau đó 1 ngày nhóm ra mắt 22 thành viên thế hệ thứ 2
Nhóm tổ chức concert AKB48 Team SH 1st Anniversary Concert: 365nichi no Sustainable nhân dịp 1 năm ra đời tại Bandai Namco Dream Hall vào ngày 23/11
Nhóm phát hành album đầu tay 365nichi no Sustainable (365天持续的爱恋) vào ngày 25/11 Tại đại nhạc hội NHK Kōhaku Uta Gassen lần thứ 70 (第70 回NHK紅白歌合戦, The 70th NHK Red & White Song Battle) tổ chức ngày 31/12 ở Nhật Bản, Lưu Niệm đại diện nhóm biểu diễn bài hát "Koisuru Fortune Cookie" cùng các nhóm chị em thuộc AKB48

### 2020:Kaze wa Fuiteiru, Sustainable, Action!,cuộc tổng tuyển cử đầu tiên, tham gia Thanh xuân có bạn mùa 2 và Sáng Tạo Doanh 2020, thế hệ thứ 3 ra mắt
Nhóm ra mắt mini-album thứ 4 Action! vào ngày 9/4, với sự tham gia của Mao Duy Gia, Thẩm Oánh, Diệp Tri Ân
2 thành viên Hồ Hinh Doãn & Thẩm Oánh đại diện nhóm tham dự Thanh xuân có bạn (mùa 2), tuy nhiên đều bị loại lần lượt ở vị trí #49 và #60
Sau đó 4 thành viên Lưu Niệm, Chu Linh, Vương Vũ Đoá, Vạn Phương Châu đại diện nhóm tham dự Sáng Tạo Doanh 2020, 3 thành viên Chu Linh(#47), Vạn Phương Châu (#58), Vương Vũ Đoá (#68) đều bị loại, còn Lưu Niệm lọt vào đêm chung kết nhưng về đích ở hạng 12 và không lọt vào đội hình nhóm BonBon Girls 303 sau đó
Tại sự kiện ONE LOVE ASIA, 3 thành viên Mao Duy Gia, Hồ Hinh Doãn, Thẩm Oánh đại diện nhóm biểu diễn cùng các nhóm chị em thuộc AKB48 và các nghệ sỹ khác tại Châu Á, sự kiện này được tổ chức trực tuyến do đại dịch COVID-19 và phát sóng trên Youtube, WebTV ASIA.
Nhóm phát hành single thứ 4 Kaze wa Fuiteiru vào 14/9, là single có sự góp mặt của các thành viên thế hệ thứ 2, nhóm ra mắt 10 thành viên thế hệ thứ 3 vào ngày 26/9
Vào ngày 12/9, nhóm thông báo sẽ tổ chức cuộc tổng tuyển cử cho single thứ 5 vào 28/11, nhóm tổ chức concert AKB48 Team SH 2nd Anniversary Concert nhân dịp 2 năm ra đời tại Daguan Hall, Zendai Himalaya Shanghai vào ngày 20/11
Tại cuộc tổng tuyển cử, Tăng Tư Thuần của Team SH đạt hạng nhất với 30,960 phiếu bầu, trở thành Center cho bài hát chính Iiwake Maybe ra mắt năm 2021

### 2021:Iiwake Maybe,tham dự AKB48 Group Asia Festival 2021 ONLINE, thế hệ thứ 4 ra mắt, đĩa đơn original đầu tiênThiên Thu Lệnh
Nhóm ra mắt MV cho bài hát Iiwake Maybe với single thứ 5 cùng tên vào ngày 2/4
16 thành viên Quế Sở Sở, Hồ Hinh Doãn, Tiệm Tường Vy, Lưu Niệm, Mao Duy Gia, Thẩm Oánh, Thi Ái Bội, Đàm Quân Hề, Ngô An Kỳ, Diệp Tri Ân, Trạch Vũ Giai, Tăng Tư Thuần, Chu Linh, Trâu Nhược Nam, Tạ Văn Tiệp, Khâu Địch Nhĩ đại diện nhóm tham dự AKB48 Group Asia Festival 2021 ONLINE tổ chức trực tuyến ngày 27/6 tại Nhật Bản và nhóm đã trình diễn lần đầu bài hát original đầu tiên Thiên Thu Lệnh. Nhóm ra mắt 6 thành viên thế hệ thứ 4 vào ngày 14/8. Ngô An Kỳ đại diện nhóm tham dự Vũ Đạo Sinh. Ngày 5/9, Thiên Thu Lệnh sẽ là đĩa đơn original đầu tiên của nhóm và sẽ phát hành vào ngày 8/9.

### 2022:Oogoe Diamond
Nhóm thông báo ra mắt đĩa đơn Oogoe Diamond vào tháng 3

## Thành viên

### Thành viên hiện tại
Nhóm được chia thành 3 cấp bao gồm: Thành viên chính thức, Nghiên cứu sinh và Thực tập sinh. Tính đến tháng 8 năm 2021, nhóm có 53 thành viên gồm: 29 thành viên chính thức, 23 nghiên cứu sinh và 1 thực tập sinh.

#### Thế hệ thứ 1
| Tên                   | Tên     | Tên           | Nghệ danh                            | Ngày sinh (Tuổi)  | Quê quán       | Quốc tịch  | Ghi chú                                |
| Hán Việt              | Hán ngữ | Latinh        | Nghệ danh                            | Ngày sinh (Tuổi)  | Quê quán       | Quốc tịch  | Ghi chú                                |
| Thành viên chính thức |         |               |                                      |                   |                |            |                                        |
| Lưu Niệm              | 刘念    | Liu Nian      | Niệm Niệm (念念)                     | 2 tháng 2, 2001   | Hà Nam         | Trung Quốc | AKB48 Trung Quốc                       |
| Mao Duy Gia           | 毛唯嘉  | Mao WeiJia    | Mao Mao (毛毛)                       | 16 tháng 3, 1995  | Thượng Hải     | Trung Quốc | Đội trưởng AKB48 Trung Quốc            |
| Thẩm Oánh             | 沈莹    | Shen Ying     | Kuriko Lật Tử (栗子)                 | 2 tháng 3, 2000   | Thượng Hải     | Trung Quốc | –                                      |
| Thi Khả Nghiên        | 施可妍  | Shi KeYan     | Silvia Điềm Điềm (甜甜)              | 30 tháng 7, 2001  | Giang Tô       | Trung Quốc | –                                      |
| Tống Hân Nhiên        | 宋欣然  | Song XinRan   | Ba La (菠萝)                         | 22 tháng 1, 1998  | Hắc Long Giang | Trung Quốc | –                                      |
| Ngụy Tân              | 魏新    | Wei Xin       | Ngụy Đại Gia (魏大爷)                | 5 tháng 9, 1998   | Trùng Khánh    | Trung Quốc | –                                      |
| Ngô An Kỳ             | 吴安琪  | Wu AnQi       | Ngũ Lục (五六)                       | 3 tháng 4, 2002   | Chiết Giang    | Trung Quốc | –                                      |
| Diệp Tri Ân           | 叶知恩  | Ye ZhiEn      | Tri Ân (知恩) Tiểu Thảo Môi (小草莓) | 13 tháng 10, 1999 | Quảng Đông     | Trung Quốc | –                                      |
| Trạch Vũ Giai         | 翟羽佳  | Zhai YuJia    | Tiểu Trạch (小宅)                    | 29 tháng 9, 1996  | Thiên Tân      | Trung Quốc | –                                      |
| Chu Linh              | 朱苓    | Zhu Ling      | Kirinrin                             | 18 tháng 10, 2001 | Tứ Xuyên       | Trung Quốc | –                                      |
| Trang Hiếu Thị        | 庄晓媞  | Zhuang XiaoTi | Nhị Muội (二妹)                      | 6 tháng 12, 1998  | Trùng Khánh    | Trung Quốc | –                                      |
| Nghiên cứu sinh       |         |               |                                      |                   |                |            |                                        |
| Châu Niệm Kỳ          | 周念琪  | Zhou NianQi   | 77                                   | 24 tháng 8, 2002  | Quảng Tây      | Trung Quốc | Bị giáng cấp vì lý do thái độ làm việc |
| Thực tập sinh         |         |               |                                      |                   |                |            |                                        |
| Từ Y Đình             | 徐依婷  | Xu YiTing     | Hoàn Hoàn (丸丸)                     | 17 tháng 9, 1999  | Thượng Hải     | Trung Quốc | Bị giáng cấp vì lý do vi phạm quy định |

#### Thế hệ thứ 2
| Tên                   | Tên     | Tên           | Nghệ danh                              | Ngày sinh (Tuổi)  | Quê quán    | Quốc tịch  | Ghi chú |
| Hán Việt              | Hán ngữ | Latinh        | Nghệ danh                              | Ngày sinh (Tuổi)  | Quê quán    | Quốc tịch  | Ghi chú |
| Thành viên chính thức |         |               |                                        |                   |             |            |         |
| Cung Lộ Văn           | 龚露雯  | Gong LuWen    | Bối Ca (贝卡)                          | 16 tháng 3, 2000  | Hồ Bắc      | Trung Quốc | –       |
| Quế Sở Sở             | 桂楚楚  | Gui ChuChu    | Sở Sở (楚楚) Quế Viên (桂圆)           | 10 tháng 3, 1997  | Hồ Nam      | Trung Quốc | –       |
| Hồ Hinh Doãn          | 胡馨尹  | Hu XinYin     | Anne Hu Tiểu Hồ Điệp (小蝴蝶)          | 19 tháng 12, 2001 | Tứ Xuyên    | Trung Quốc | –       |
| Tiệm Tường Vy         | 渐蔷微  | Jian QiangWei | Tường Vy (蔷薇)                        | 21 tháng 11, 1997 | Sơn Đông    | Trung Quốc | –       |
| Khổng Kha Hân         | 孔珂昕  | Kong KeXin    | Tiểu K (小k) Kha Hân (珂昕)            | 13 tháng 10, 1997 | Sơn Đông    | Trung Quốc | –       |
| Lương Thời An         | 梁时安  | Liang ShiAn   | An An (安安)                           | 2 tháng 4, 1998   | Bắc Kinh    | Trung Quốc | –       |
| Thi Ái Bội            | 施蔼倍  | Shi AiBei     | Bội Bội (倍倍) Bắc Cấp Bối (北极贝)    | 15 tháng 9, 2000  | Thượng Hải  | Trung Quốc | –       |
| Đàm Quân Hề           | 谭珺兮  | Tan JunXi     | Dada                                   | 19 tháng 5, 1998  | Tứ Xuyên    | Trung Quốc | –       |
| Tăng Tư Thuần         | 曾鸶淳  | Zeng SiChun   | Misaki Thuần Thuần (淳淳)              | 11 tháng 9, 1998  | Tứ Xuyên    | Trung Quốc | –       |
| Trương Thiến Phi      | 张倩霏  | Zhang QianFei | Phi Phi (霏霏)                         | 25 tháng 7, 1998  | Hà Bắc      | Trung Quốc | –       |
| Trương Kiều Du        | 张乔瑜  | Zhang QiaoYu  | Tiểu Ngư (小鱼)                        | 5 tháng 6, 1998   | Sơn Đông    | Trung Quốc | –       |
| Trâu Nhược Nam        | 邹若男  | Zou RuoNan    | Nam Nam Tương (囡囡酱)                 | 23 tháng 4, 1998  | Giang Tô    | Trung Quốc | –       |
| Nghiên cứu sinh       |         |               |                                        |                   |             |            |         |
| Trình An Tử           | 程安子  | Cheng AnZi    | Tiểu Bao Đầu (小魔头) Muội Muội (妹妹) | 12 tháng 3, 2002  | Hồ Bắc      | Trung Quốc | –       |
| Vương Du Nhiên        | 王俞然  | Wang YuRan    | Ni Ni                                  | 26 tháng 5, 1996  | Phúc Kiến   | Trung Quốc | –       |
| Ngô Di Đình           | 吴怡婷  | Wu YiTing     | Cửu Cửu (九九)                         | 19 tháng 11, 1999 | Chiết Giang | Trung Quốc | –       |
| Trương Anh Lộ         | 张樱璐  | Zhang YingLu  | Lộ Lộ (露露)                           | 2 tháng 1, 1998   | An Huy      | Trung Quốc | –       |

#### Thế hệ thứ 3
| Tên                   | Tên      | Tên             | Nghệ danh                                   | Ngày sinh (Tuổi)  | Quê quán    | Quốc tịch  | Ghi chú |
| Hán Việt              | Hán ngữ  | Latinh          | Nghệ danh                                   | Ngày sinh (Tuổi)  | Quê quán    | Quốc tịch  | Ghi chú |
| Thành viên chính thức |          |                 |                                             |                   |             |            |         |
| Khâu Địch Nhĩ         | 邱笛尔   | Qiu DiEr        | Gia Tử (椰子)                               | 27 tháng 1, 2000  | Chiết Giang | Trung Quốc | –       |
| Vương An Ni           | 王安妮   | Wang AnNi       | An Ni (安妮)                                | 19 tháng 2, 2000  | Chiết Giang | Trung Quốc | –       |
| Tạ Văn Tiệp           | 谢雯婕   | Xie WenJie      | Tiệp Tiệp (婕婕) Tiểu Thái Dương (小太阳)   | 8 tháng 1, 2001   | Phúc Kiến   | Trung Quốc | –       |
| Nghiên cứu sinh       |          |                 |                                             |                   |             |            |         |
| Lý Giai Tuệ           | 李佳慧   | Li JiaHui       | Tuệ Tuệ (慧慧)                              | 11 tháng 12, 2000 | Thượng Hải  | Trung Quốc | –       |
| Mã Tiểu Vũ            | 马小雨   | Ma XiaoYu       | Tiểu Vũ (小雨)                              | 12 tháng 6, 2002  | Giang Tô    | Trung Quốc | –       |
| Bành Lộ Huyên         | 彭露萱   | Peng LuXuan     | Tuyền Tuyền (璇璇) Tiểu Đậu Cốc (小豆角)    | 1 tháng 8, 2000   | Giang Tô    | Trung Quốc | –       |
| Vương Huyên Nhã       | 王暄雅   | Wang XuanYa     | Lạc Lạc (乐乐)                              | 9 tháng 8, 2007   | Đài Loan    | Đài Loan   | –       |
| Trương Gia Triết      | 张嘉哲   | Zhang JiaZhe    | Triết Triết (婕婕) Tiểu Băng Đường (小冰糖) | 8 tháng 3, 1998   | Phúc Kiến   | Trung Quốc | –       |
| Chu Trần Vũ Hiên      | 周陈雨轩 | ZhouChen YuXuan | Áp Áp (鸭鸭)                                | 26 tháng 7, 2002  | Giang Tây   | Trung Quốc | –       |

#### Thế hệ thứ 4
| Tên              | Tên     | Tên           | Nghệ danh          | Ngày sinh (Tuổi) | Quê quán    | Quốc tịch  | Ghi chú |
| Hán Việt         | Hán ngữ | Latinh        | Nghệ danh          | Ngày sinh (Tuổi) | Quê quán    | Quốc tịch  | Ghi chú |
| Nghiên cứu sinh  |         |               |                    |                  |             |            |         |
| Trần Gia Ý       | 陈嘉意  | Chen JiaYi    | +1                 | 23 tháng 5       | Quảng Tây   | Trung Quốc | Draft 1 |
| Vương Hiểu Dương | 王晓阳  | Wang XiaoYang | Tiểu Dương (小羊)  | 14 tháng 5, 2002 | Bắc Kinh    | Trung Quốc | –       |
| Ngô Phàm         | 昊凡    | Wu Fan        | Phàm Phàm (凡凡)   | 26 tháng 6, 2004 | Thượng Hải  | Trung Quốc | Draft 1 |
| Tằng Nghệ        | 曾乞    | Zeng Yi       | Đông Đông (冻冻)   | 14 tháng 9, 1997 | Tứ Xuyên    | Trung Quốc | Draft 1 |
| Trương Nghệ Lâm  | 張乞琳  | Zhang YiLin   | Momorin            | 12 tháng 9, 2005 | Bắc Kinh    | Trung Quốc | Draft 1 |
| Châu Cảnh Thuần  | 朱景晨  | Zhu JingChen  | Tranh Tranh (橙橙) | 31 tháng 10      | Chiết Giang | Trung Quốc | Draft 1 |

### Thành viên tạm dừng hoạt động
| Tên                   | Tên     | Tên          | Nghệ danh         | Ngày sinh (Tuổi)  | Quê quán    | Quốc tịch  | Thế hệ | Lý do ngừng hoạt động |
| Hán Việt              | Hán ngữ | Latinh       | Nghệ danh         | Ngày sinh (Tuổi)  | Quê quán    | Quốc tịch  | Thế hệ | Lý do ngừng hoạt động |
| Thành viên chính thức |         |              |                   |                   |             |            |        |                       |
| Đổng Phương Trì       | 董芳池  | Dong FangChi | Tạm Mô (暂无)     | 8 tháng 10, 2002  | Thượng Hải  | Trung Quốc | 1      | Lý do sức khỏe        |
| Lý Thi Khởi           | 李诗绮  | Li ShiQi     | Thố Thố (兔兔) 17 | 26 tháng 10, 1999 | Quý Châu    | Trung Quốc | 1      | Lý do sức khỏe        |
| Hùng Phương Ni        | 熊芳妮  | Xiong FangNi | Kuma              | 15 tháng 8        | Chiết Giang | Trung Quốc | 2      | Lý do sức khỏe        |
| Vạn Phương Châu       | 万芳舟  | Wan FangZhou | Thu Thu (啾啾)    | 20 tháng 7, 1998  | Quảng Tây   | Trung Quốc | 1      | Lý do sức khỏe        |
| Viên Thụy Hy          | 袁瑞希  | Yuan RuiXi   | Lydia             | 17 tháng 7, 1996  | Quảng Đông  | Trung Quốc | 1      | Lý do học tập         |
| Nghiên cứu sinh       |         |              |                   |                   |             |            |        |                       |
| Lý Vu Miểu            | 李于淼  | Li YuMiao    | Thủy Thủy (水水)  | 11 tháng 7, 2001  | Thượng Hải  | Trung Quốc | 2      | Lý do sức khỏe        |
| Phan Thu Di           | 潘秋怡  | Pan QiuYi    | Ba Gia (番茄)     | 23 tháng 5, 1998  | Quảng Đông  | Trung Quốc | 2      | –                     |
| Bồ Chỉ Dĩnh           | 蒲祉颖  | Pu ZhiYing   | Bồ Đào (葡萄)     | 28 tháng 7, 1999  | Tứ Xuyên    | Trung Quốc | 2      | –                     |

### Cựu thành viên
| Tên                   | Tên      | Tên            | Nghệ danh          | Ngày sinh (Tuổi)  | Quê quán        | Quốc tịch  | Thế hệ | Lý do tốt nghiệp              |
| Hán Việt              | Hán ngữ  | Latinh         | Nghệ danh          | Ngày sinh (Tuổi)  | Quê quán        | Quốc tịch  | Thế hệ | Lý do tốt nghiệp              |
| Lưu Hội               | 刘绘     | Liu Hui        | –                  | 18 tháng 10, 2000 | Giang Tô        | Trung Quốc | 1      | Rời nhóm trước khi ra mắt     |
| Lưu Dịch Hàm          | 刘奕含   | Liu YiHan      | –                  | –                 | Giang Tô        | Trung Quốc | 1      | Rời nhóm trước khi ra mắt     |
| Thành viên chính thức |          |                |                    |                   |                 |            |        |                               |
| Trần Di Hân           | 陈怡欣   | Chen YiXin     | 44                 | 10 tháng 5, 2000  | Bắc Kinh        | Trung Quốc | 1      | Lý do học tập                 |
| Quản Thiên Thiên      | 管天天   | Guan TianTian  | Thiên Thiên (天天) | 2 tháng 8, 1999   | Trùng Khánh     | Trung Quốc | 1      | Lý do sức khỏe                |
| Đới Tử Yên            | 戴紫嫣   | Dai ZiYan      | Tiểu Yên (小嫣)    | 15 tháng 3, 1999  | Quảng Đông      | Trung Quốc | 1      | Lý do sức khỏe                |
| Vương Vũ Đoá          | 王雨朵   | Wang YuDuo     | Đóa Đóa (朵朵)     | 24 tháng 3, 2000  | Tứ Xuyên        | Trung Quốc | 1      | Lý do cá nhân                 |
| Nghiên cứu sinh       |          |                |                    |                   |                 |            |        |                               |
| Lưu Liễu              | 刘柳     | Liu Liu        | –                  | 10 tháng 11, 1997 | Hà Nam          | Trung Quốc | 2      | –                             |
| Thủy Dã • Lị Toa      | 水野莉莎 | Mizuno Risa    | Risa (莉莎)        | 30 tháng 7, 1997  | Tokyo, Nhật Bản | Nhật Bản   | 2      | Vi phạm quy định              |
| Trần Trương Duyên     | 陈张缘   | Chen ZhangYuan | Phá Phá (破破)     | 14 tháng 1, 1998  | Chiết Giang     | Trung Quốc | 3      | Không thể hoạt động cùng nhóm |

## Danh sách đĩa nhạc

### Đĩa đơn
| Số | Tựa đề                      | Tựa đề                          | Danh sách bài hát | Ngày phát hành            | Ghi chú                   |
| 1  | Ngày Đầu Tiên               | Shonichi (初日)                 | Danh sách 1. Shonichi – Ngày Đầu Tiên 2. LOVE TRIP – Hành Trình Tình Yêu 3. Heavy Rotation – Lóe Sáng May Mắn                              | Ngày 25 tháng 12 năm 2018 | Đĩa đơn ra mắt            |
| 2  | So long!                    | So long!                        | Danh sách 1. So long! 2. Kimi ni Tsuite – Về Anh                                                                                           | Ngày 10 tháng 6 năm 2019  | –                         |
| 3  | Xông Lên! Các Cô Gái        | Shoujotachi yo (冲吧! 少女们)   | Danh sách 1. Shoujotachi yo – Xông Lên! Các Thiếu Nữ 2. Ai no Imi wo Kangaete Mita – Tự Hỏi Yêu Là Gì? 3. Baby! Baby! Baby! 4. NO WAY MAN  | Ngày 29 tháng 7 năm 2019  | –                         |
| 4  | Cơn Gió Hướng Đến Tương Lai | Kaze wa Fuiteiru (迎向未来的风) | Danh sách 1. Kaze wa Fuiteiru – Cơn Gió Hướng Đến Tương Lai 2. Nante Ginga wa Akarui no Darou – Tại Sao Thiên Hà Lại Sáng Như Vậy 3. Candy | Ngày 14 tháng 9 năm 2020  | Đĩa đơn Tổng tuyển cử     |
| 5  | Iiwake Maybe                | Iiwake Maybe (借口而已 Maybe)   | Danh sách 1. Iiwake Maybe 2. Kimi Dake ga Akimeiteita – Chỉ Có Bạn Đang Bước Vào Mùa Thu 3. Blue Rose                                      | Ngày 2 tháng 4 năm 2021   | –                         |
| 6  | Thiên Thu Lệnh              | Qian Qiu Ling (千秋令)          | Danh sách 1. Thiên Thu Lệnh 2. RIVER | Ngày 8 tháng 9 năm 2021   | Đĩa đơn original đầu tiên |
| 7  | Kim Cương Lớn               | Oogoe Diamond (大声钻石)        | Danh sách 1. Oogoe Diamond 2. Chance no Junban                                                                                             | Ngày ?? tháng 3 năm 2022  | –                         |

### Đĩa đơn solo
| Số | Tựa đề             | Tựa đề                                  | Danh sách bài hát                                                                                              | Thành viên    | Ngày phát hành            |
| 1  | Tuyết Đông Chí     | Dongzhi Xue (冬至雪)                    | Danh sách 1. Tuyết Đông Chí                                                                                    | Mao Duy Gia   | Ngày 30 tháng 10 năm 2020 |
| 2  | Vẫn Luôn Thích Anh | Soredemo Suki da yo (既然喜欢 对你依然) | Danh sách 1. Soredemo Suki da yo – Vẫn Luôn Thích Anh 2. Soredemo Suki da yo – Vẫn Luôn Thích Anh (Tiếng Nhật) | Tăng Tư Thuần | Ngày 23 tháng 7 năm 2021  |

### Đĩa đơn kĩ thuật số
| Số | Tựa đề              | Tựa đề         | Ngày phát hành           |
| 1  | Hành Trình Tình Yêu | LOVE TRIP      | Ngày 3 tháng 12 năm 2018 |
| 2  | NO WAY MAN          | NO WAY MAN     | Ngày 25 tháng 3 năm 2019 |
| 3  | Về Anh              | Kimi ni Tsuite | Ngày 20 tháng 5 năm 2019 |
| 4  | Tình Yêu Liên Tục   | Sustainable    | Ngày 20 tháng 9 năm 2019 |
| 5  | Action!             | Action!        | Ngày 9 tháng 4 năm 2020  |

### Hợp tác
| Số | Tựa đề  | Nghệ sĩ      | Thành viên  | Ngày phát hành           | Ghi chú |
| 1  | Calling | Moeki Harada | Mao Duy Gia | Ngày 14 tháng 9 năm 2021 | –       |

### Album
| Số | Tựa đề                                    | Danh sách bài hát | Ngày phát hành            | Ghi chú                      |
| 1  | 365nichi no Sustainable (365天持续的爱恋) | 1. Heavy Rotation – Lóe Sáng May Mắn (闪亮的幸运) 2. Sustainable – Tình Yêu Liên Tục (持续的爱恋) 3. Aitakatta – Thật Sự Rất Mong Gặp Bạn (好想见到你) 4. Bokutachi wa Tatakawanai – Chúng Tôi Không Chiến Đấu (我们不战斗) 5. NO WAY MAN 6. Kimi ni Tsuite – Về Anh (关于你) 7. 365nichi no Kamihikouki – 365 Ngày Máy Bay Giấy (365天的纸飞机) 8. Shonichi – Ngày Đầu Tiên (初日) 9. Shoujotachi yo – Xông Lên! Các Thiếu Nữ (冲吧! 少女们) 10. LOVE TRIP – Hành Trình Tình Yêu 11. So long! | Ngày 25 tháng 11 năm 2019 | Album kỉ niệm một năm ra mắt |

## Video âm nhạc
- Chú thích: In đậm là Center

### MV
| Năm  | Ngày phát hành    | Tên                         | Thành viên | Single                 | Album                   | Ghi chú                                  | Nguồn  |
| 2018 | 25 tháng 12, 2018 | LOVE TRIP                   | Lưu Niệm, Trần Di Hân, Đới Tử Yên, Đổng Phương Trì, Quản Thiên Thiên, Lý Thi Khởi, Mao Duy Gia, Thẩm Oánh, Thi Khả Nghiên, Tống Hân Nhiên, Vạn Phương Châu, Vương Vũ Đóa, Ngụy Tân, Ngô An Kì, Từ Y Đình, Diệp Tri Ân, Viên Thụy Hy, Trạch Vũ Giai, Châu Niệm Kì, Chu Linh, Trang Hiếu Thị      | Ngày Đầu Tiên          | 365nichi no Sustainable | Đĩa đơn kỹ thuật số                      | [ 32 ] |
| 2019 | 14 tháng 1, 2019  | Ngày Đầu Tiên               | Lưu Niệm, Trạch Vũ Giai, Đổng Phương Trì, Lý Thi Khởi, Mao Duy Gia, Thẩm Oánh, Thi Khả Nghiên, Vạn Phương Châu, Vương Vũ Đóa, Ngụy Tân, Ngô An Kì, Từ Y Đình, Diệp Tri Ân, Châu Niệm Kì, Chu Linh, Trang Hiếu Thị                                                                               | Ngày Đầu Tiên          | 365nichi no Sustainable | –                                        | [ 33 ] |
| 2019 | 25 tháng 3, 2019  | NO WAY MAN                  | Từ Y Đình, Đới Tử Yên, Đổng Phương Trì, Lý Thi Khởi, Lưu Niệm, Mao Duy Gia, Thẩm Oánh, Tống Hân Nhiên, Vương Vũ Đóa, Ngụy Tân, Ngô An Kì, Diệp Tri Ân, Trạch Vũ Giai, Châu Niệm Kỳ, Chu Linh, Trang Hiếu Thị                                                                                    | Xông Lên! Các Thiếu Nữ | 365nichi no Sustainable | Đĩa đơn kỹ thuật số                      | [ 34 ] |
| 2019 | 29 tháng 7, 2019  | Xông Lên! Các Thiếu Nữ      | Lý Thi Khởi, Thẩm Oánh, Trần Di Hân, Đới Tử Yên, Lưu Niệm, Mao Duy Gia, Thi Khả Nghiên, Vạn Phương Châu, Vương Vũ Đóa, Ngô An Kì, Từ Y Đình, Diệp Tri Ân, Trạch Vũ Giai, Châu Niệm Kỳ, Chu Linh, Trang Hiếu Thị                                                                                 | Xông Lên! Các Thiếu Nữ | 365nichi no Sustainable | –                                        | [ 35 ] |
| 2019 | 23 tháng 11, 2019 | Chúng Tôi Không Chiến Đấu   | Mao Duy Gia, Tiệm Tường Vy, Cung Lộ Văn, Quế Sở Sở, Lương Thời An, Lưu Niệm, Lý Thi Khởi, Thi Ái Bội, Thi Khả Nghiên, Ngô An Kì, Vạn Phương Châu, Vương Vũ Đóa, Diệp Tri Ân, Tăng Tư Thuần, Trương Kiều Du, Chu Linh                                                                            | –                      | 365nichi no Sustainable | –                                        | [ 36 ] |
| 2020 | 5 tháng 9, 2020   | Cơn Gió Hướng Đến Tương Lai | Quế Sở Sở, Lưu Niệm, Hồ Hinh Doãn, Khổng Kha Hân, Mao Duy Gia, Thẩm Oánh, Thi Ái Bội, Thi Khả Nghiên, Đàm Quân Hề, Vạn Phương Châu, Vương Vũ Đóa, Ngụy Tân, Ngô An Kì, Diệp Tri Ân, Tăng Tư Thuần, Chu Linh                                                                                     | Kaze wa Fuiteiru       | –                       | –                                        | [ 37 ] |
| 2021 | 2 tháng 4, 2021   | Iiwake Maybe                | Tăng Tư Thuần, Trình An Tử, Quế Sở Sở, Hồ Hinh Doãn, Tiệm Tường Vy, Khổng Kha Hân, Lương Thời An, Lưu Niệm, Mao Duy Gia, Thẩm Oánh, Thi Khả Nghiên, Đàm Quân Hề, Vạn Phương Châu, Ngô An Kì, Ngô Di Đình, Diệp Tri Ân, Trương Thiến Phi, Trương Kiều Du, Châu Niệm Kỳ, Chu Linh, Trâu Nhược Nam | Iiwake Maybe           | –                       | MV dành cho Senbatsu tổng tuyển cử lần 1 | [ 38 ] |
| 2021 | 8 tháng 9, 2021   | Thiên Thu Lệnh              | Diệp Tri Ân, Quế Sở Sở, Hồ Hinh Doãn, Tiệm Tường Vi, Lưu Niệm, Mao Duy Gia, Khâu Địch Nhĩ, Thẩm Oánh, Thi Ái Bội, Thi Khả Nghiên, Đàm Quân Hề, Ngô An Kì, Tạ Văn Tiệp, Trạch Vũ Giai, Tăng Tư Thuần, Trâu Nhược Nam                                                                             | Thiên Thu Lệnh         | –                       | Bài hát original đầu tiên                | [ 39 ] |

### PV
| Năm  | Ngày phát hành   | Tên               | Thành viên | Single/Album            | Ghi chú                                                                  | Nguồn  |
| 2019 | 20 tháng 9, 2019 | Tình Yêu Liên Tục | Lưu Niệm, Quản Thiên Thiên, Lý Thi Khởi, Mao Duy Gia, Thẩm Oánh, Thi Khả Nghiên, Tống Hân Nhiên, Ngô An Kỳ, Vạn Phương Châu, Vương Vũ Đóa, Ngụy Tân, Diệp Tri Ân, Châu Niệm Kỳ, Chu Linh, Trang Hiếu Thị | 365nichi no Sustainable | –                                                                        | [ 40 ] |
| 2020 | 23 tháng 3, 2020 | Dareka no Tame ni | Cả nhóm | –                       | Bài hát dành tặng cho tất cả các nhân viên y tế trong đại dịch Covid-19. | [ 41 ] |

### Solo
| Năm  | Ngày phát hành   | Tên                | Thành viên    | Single/Album        | Ghi chú          | Nguồn  |
| 2021 | 23 tháng 7, 2021 | Vẫn Luôn Thích Anh | Tăng Tư Thuần | Soredemo Suki da yo | MV Solo đầu tiên | [ 42 ] |

### Hợp tác
| Năm  | Ngày phát hành   | Tên     | Thành viên  | Single/Album | Ghi chú                  | Nguồn  |
| 2021 | 14 tháng 9, 2021 | Calling | Mao Duy Gia | Calling      | Hợp tác với Moeki Harada | [ 43 ] |

## Danh sách phim & chương trình truyền hình

### Phim
- 贫穷校草的高中日常: Thẩm Oánh, Vạn Phương Châu
- 少年如歌: Mao Duy Gia, Thẩm Oánh, Chu Linh, Hồ Hinh Doãn, Quế Sở Sở
- 致我们纯纯的小时光: Hồ Hinh Doãn, Chu Linh

### Chương trình truyền hình
| Năm  | Thời gian | Chương trình                                                                                  | Kênh                                           | Thành viên                                        | Thể loại                                                      |
| 2018 | 21/4–23/6 | Sáng Tạo 101                                                                                  | Tencent Video                                  | Lưu Niệm, Mao Duy Gia                             | Truyền hình trực tế sống còn                                  |
| 2019 | 11/3–14/6 | SH第二现场                                                                                    | Tencent Video, Bilibili, Youku, YouTube, AcFun | Các thành viên                                    | Chương trình tạp kỹ                                           |
| 2019 | 16/3–15/6 | AKB少女90天的挑战                                                                             | Tencent Video, Bilibili, Youku, YouTube, AcFun | Ngụy Tân, Viên Thụy Hy                            | Chương trình tạp kỹ                                           |
| 2019 | 8/5–nay   | Say Hi                                                                                        | Bilibili                                       | Các thành viên                                    | Chương trình tạp kỹ                                           |
| 2019 | 31/12     | NHK Kōhaku Uta Gassen lần thứ 70 (第70 回NHK紅白歌合戦, The 70th NHK Red & White Song Battle) | NHK                                            | Lưu Niệm                                          | Sự kiện truyền hình đặc biệt đêm giao thừa 31/12 tại Nhật Bản |
| 2020 | 12/3–30/5 | Thanh xuân có bạn (mùa 2)                                                                     | IQIYI                                          | Hồ Hinh Doãn & Thẩm Oánh                          | Truyền hình trực tế sống còn                                  |
| 2020 | 2/5–4/7   | Sáng Tạo Doanh 2020                                                                           | Tencent Video                                  | Lưu Niệm, Chu Linh, Vương Vũ Đoá, Vạn Phương Châu | Truyền hình trực tế sống còn                                  |
| 2021 | 21/8–nay  | Vũ Đạo Sinh                                                                                   | IQIYI                                          | Ngô An Kỳ                                         | Truyền hình trực tế sống còn                                  |

## Nhà hát
| Tên                                | Thời gian          |
| AKB48 Team SH                      |                    |
| Thumbnail (缩略图)                 | 7/6/2020-26/6/2021 |
| Renai Kinshi Jourei (恋愛禁止条例) | 1/8/2021-nay       |
| Thực tập sinh                      |                    |
| Thumbnail (缩略图)                 | 14/8/2021-nay      |

## Danh sách sự kiện

### Các cuộc tổng tuyển cử
| Tên                                                                | Thời gian  | Địa điểm                               | Ghi chú |
| AKB48 Team SH 5th Single Senbatsu Sousenkyo (第五张EP选拔总选举～) | 28/11/2020 | Zendai Himalayas Center Daguan Theater | Tăng Tư Thuần đạt hạng nhất với 30960 phiếu bầu, trở thành Center cho bài hát chính Iiwake Maybe ra mắt năm 2021 |

### Các chuyến lưu diễn & concert
| Tên | Thời gian            | Địa điểm | Quốc gia | Ghi chú |
| Cùng AKB48 Group                                                                                                |                      | | | |
| AKB48 Group Asia Festival 2019 in Bangkok                                                                       | 27/1/2019            | IMPACT Arena, Muang Thong Thani | Bangkok, Thái Lan | 10 thành viên Đổng Phương Trì, Lý Thi Khởi, Mao Duy Gia, Lưu Niệm, Thẩm Oánh, Ngụy Tân, Ngô An Kỳ, Từ Y Đình, Trạch Vũ Giai, Chu Linh tham dự sự kiện |
| AKB48 Group Asia Festival 2019 in Shanghai                                                                      | 24/8/2019            | Trung tâm Hội nghị và Triển lãm Quốc gia                                                                                            | Thượng Hải, Trung Quốc | 16 thành viên Đới Tử Yên, Lý Thi Ỷ, Lưu Niệm, Mao Duy Gia, Thẩm Oánh, Thi Khả Nghiên, Tống Hân Nhiên, Vạn Phương Châu, Vương Vũ Đóa, Ngụy Tân, Ngô An Kỳ, Diệp Tri Ân, Trạch Vũ Giai, Châu Niệm Kỳ, Chu Linh, Trang Hiểu Thị đại diện chủ nhà tham dự sự kiện                                 |
| AKB48 Group Asia Festival 2021 ONLINE                                                                           | 27/6/2021            | Tokyo Dome City Hall | Tokyo, Nhật Bản | - 16 thành viên Quế Sở Sở, Hồ Hinh Doãn, Tiệm Tường Vy, Lưu Niệm, Mao Duy Gia, Thẩm Oánh, Thi Ái Bội, Thi Khả Nghiên, Đàm Quân Hề, Ngô An Kỳ, Diệp Tri Ân, Trạch Vũ Giai, Tăng Tư Thuần, Trâu Nhược Nam, Tạ Văn Tiệp, Khâu Địch Nhĩ tham dự sự kiện - Tổ chức trực tuyến do đại dịch COVID-19 |
| AKB48 Team SH tổ chức                                                                                           |                      | | | |
| AKB48 Team SH 1st Anniversary Concert: 365nichi no Sustainable (AKB48 Team SH 1周年纪念演唱会：365天持续的爱恋) | 23/11/2019           | Bandai Namco Dream Hall | Thượng Hải | Concert kỷ niệm 1 năm nhóm ra mắt |
| AKB48 Team SH 2nd Anniversary Concert (AKB48 Team SH 2周年纪念演唱会)                                           | 20/11/2020           | Daguan Hall, Zendai Himalaya Shanghai                                                                                               | Thượng Hải | Concert kỷ niệm 2 năm nhóm ra mắt |
| AKB48 Team SH Senbatsu Election Thank You Tour (AKB48 Team SH 总选答谢巡回演唱会)                               | 27/12/2020 17/1/2021 | - Thượng Hải: Modern Sky Lab Shanghai (27/12/2020) - Hàng Châu: Damai 66 Livehouse (bị hủy do đại dịch COVID-19, ban đầu 17/1/2021) | - Thượng Hải: Modern Sky Lab Shanghai (27/12/2020) - Hàng Châu: Damai 66 Livehouse (bị hủy do đại dịch COVID-19, ban đầu 17/1/2021) | Tour diễn cho các thành viên thuộc nhóm Senbatsu ở cuộc tổng tuyển cử đầu tiên |
| Khác |                      | | | |
| ONE LOVE ASIA                                                                                                   | 27/5/2020            | Tổ chức trực tuyến do đại dịch COVID-19                                                                                             | Tổ chức trực tuyến do đại dịch COVID-19                                                                                             | 3 thành viên Mao Duy Gia, Hồ Hinh Doãn, Thẩm Oánh biểu diễn cùng các nhóm chị em thuộc AKB48 và các nghệ sỹ khác tại Châu Á, phát sóng trên Youtube, WebTV ASIA |
| TIF ASIA TOUR KICK OFF                                                                                          | 3/9/2021             | Tổ chức trực tuyến do đại dịch COVID-19                                                                                             | Tổ chức trực tuyến do đại dịch COVID-19                                                                                             | |